# Emilio Norsa
Emilio Norsa O.F.M.Conv. (Mantova, 25 aprile 1873 – Roma, 27 maggio 1919) è stato un francescano, presbitero e compositore italiano.

## Biografia
Studiò pianoforte nella città natale con Alessandro Antoldi e armonia con Lucio Campiani. Trasferitosi a Bologna frequentò, presso il locale liceo musicale i corsi di contrappunto di Cesare Dall'Olio e di composizione di Giuseppe Martucci. Si dedicò anche alla direzione teatrale.
Di nascita ebreo, si avvicinò al cristianesimo a Bologna dove amava conversare con il sacerdote Francesco Comastri, parroco di Sant'Isaia.
In visita a Ferrara con alcuni amici, ebbe un'esperienza a cui lui stesso attribuirà la sua adesione alla religione cattolica: in una chiesa si sentì guardato da un'immagine della Madonna, i cui occhi gli sembrarono aver preso vita e movimento.
Nel 1902 si trasferì a Milano e da qui a Castelnuovo di Garfagnana dove incontrò il sacerdote Gustavo Puccetti nelle cui mani, il 18 maggio dello stesso anno, presso l'Eremo di Calomini, si decise per il cristianesimo ricevendo poco dopo il battesimo. Fu poi cresimato dal cardinale Domenico Svampa, arcivescovo di Bologna.
Direttore d'orchestra, pianista e compositore, dal maggio-giugno 1902 fino a tutto il 1904 fu impegnato in diverse tournée che lo portarono tra l'altro a Sofia, Costantinopoli, fino alla Palestina, la terra dei suoi padri, che «girò in lungo e in largo». A Betlemme - come lui stesso scriverà - «il Serafico san Francesco s'è degnato chiamarmi a vita regolare».
Il 6 ottobre 1907, in Assisi, presso la Tomba di San Francesco - non senza aver affrontato la contrarietà della madre -, vestiva l'abito francescano entrando così nell'Ordine dei Frati Minori Conventuali. Al termine del noviziato emise la professione semplice il 7 aprile 1908 a cui seguì, il 9 aprile 1911, quella solenne nelle mani del p. Domenico Tavani, rettore del Collegio serafico romano presso cui il Norsa compì gli studi teologici. Quello stesso anno, il 23 settembre, ad Assisi, veniva ordinato presbitero dal vescovo domenicano Ambrogio Luddi.
Ad Assisi fu direttore della Cappella musicale della Basilica di San Francesco nel momento in cui Pio X promosse la riforma della musica e dal canto sacro, capovolgendo «tutti i criteri teatrali e mondani di musica furtivamente introdottisi, nel Settecento e Ottocento, nel Santuario di Dio per cui, allora, non era raro sentiere levarsi dall'organo marcie e mazurke in voga in sale da ballo». Il 30 ottobre 1914, al direttore della rivista Miscellanea francescana mons. Michele Faloci Pulignani, scriveva: «Dopo la Riforma questa S. Basilica si trovò improvvisamente sprovvista di musiche che, ossequenti al Motu proprio della S.M. di Pio X, rispondessero ai bisogni della liturgia locale. Bisognava comporne di sana pianta, e questo da noi poveri frati, non senza affanni, modestamente si è fatto, cercando ottemperare alle prescrizioni ecclesiastiche, e insieme corrispondere ai desideri intimi, e fruire, diciamolo, delle ispirazioni locali».
L'11 giugno 1915 fu nominato parroco di Poggio Morico nel comune di Valfabbrica. Fu professore di musica e canto presso il Pontificio seminario regionale umbro e poi anche nel chiericato dei Frati minori di San Damiano.
Sempre nella città serafica fondò quella che chiamò Scuola Davidico-Serafica, trovando sede in un locale prospiciente la basilica di San Francesco, restaurato grazie alle donazioni ricevute dai parenti. «Scopo prefissosi era d'istruire colà i fanciulli cantori del Santuario e di convocarvi anche il popolo per lezioni e per apostolato liturgico-biblico-musicale».
Malatosi di ulcera al duodeno fu operato a Roma dove, per una sopravvenuta bronco polmonite, morì il 27 maggio 1919.
Di lui p. Massimiliano Kolbe, abbe a scrivere: «Non dimenticherò mai le preghiere di un ebreo convertito, celebre musico dell'Italia settentrionale, divenuto poi religioso, francescano, p. Emilio Norsa. Lo conobbi a Roma. Amava molto l'Immacolata. Durante la sua ultima malattia teneva sempre un'immaginetta dell'Immacolata sul tavolino e spesso la baciava. Quando gli si diceva che quei momenti di solitudine potevano essere favorevoli per la sua ispirazione musicale, indicava il quadro della Madre di Dio appeso alla parete di fronte a lui e diceva: "Ecco da dove mi verrà l'ispirazione"».

## Le composizioni

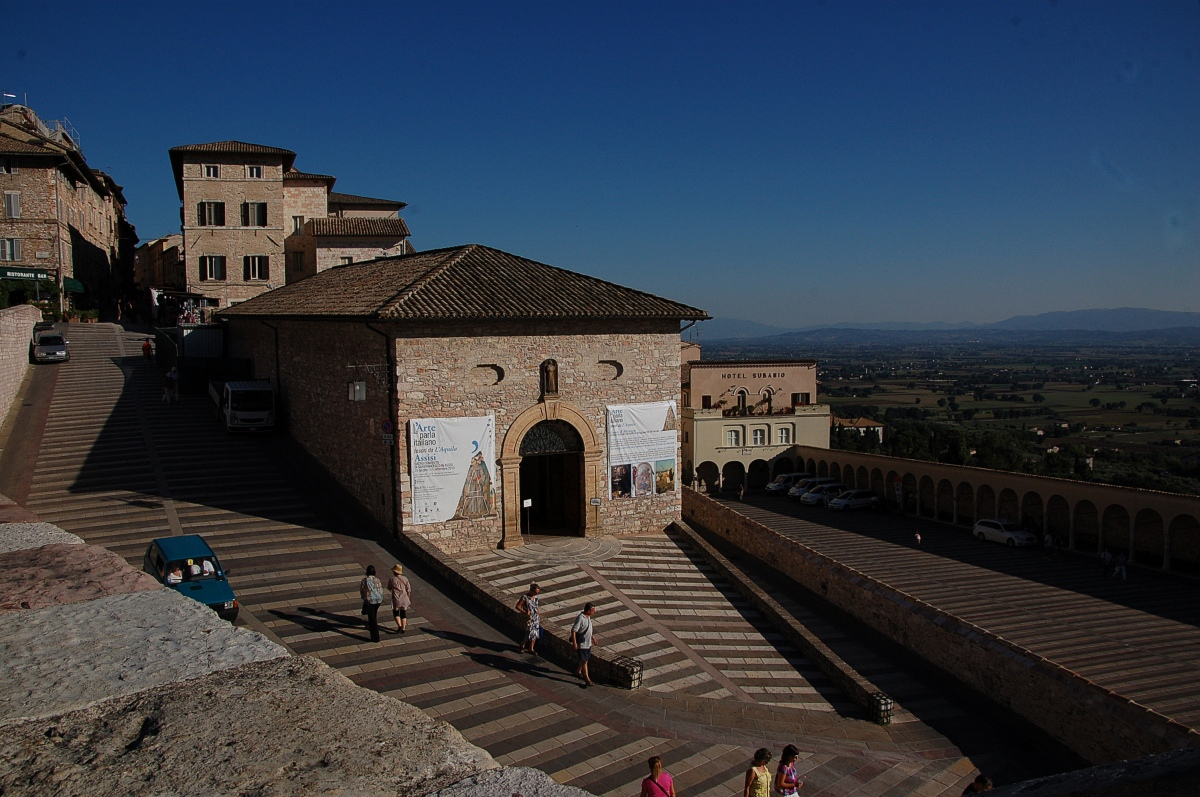
La Sala Norsa, di fronte al complesso santuariale della Basilica e del Sacro Convento di San Francesco in Assisi, dove Emilio Norsa fondò la Scuola Davidico-Serafica.

Di lui scrisse Domenico Sparacio nella sua serie dei musicisti Conventuali: «Lasciò scritti parecchi pregevoli lavori: Messe, Tantum ergo, Responsori, Litanie, Mottetti d'ogni genere, e in tutti fece vibrare la sua anima di religiosi e di artista. Il bellissimo inno a S. Francesco, divenuto ormai popolare, e il mirabile Tota pulchra a tre cori, resteranno lungamente a testimoniare l'arte sua grandiosa, austera e solenne. Molti lavori furono troncati per la sua morte immatura: e fra essi uno stupendo melodramma che sarebbe certamente riuscito un capolavoro».
Nel fondo musicale della Biblioteca del Sacro Convento di Assisi, sono censiti 160 suoi componimenti.
Singolare fu il Graduale che eseguì nella basilica assisana per la festa di san Francesco del 1914 e che lui stesso commenterà in una lettera del 30 ottobre successivo alla rivista Miscellanea francescana. Una composizione «nella quale si sono fuse, in perfetta armonia, tre distinte masse corali: una che cantava dalla Tomba sotterranea (De Profundis), la seconda che cantava dal Coro della Chiesa Inferiore, e la terza (In excelsis) la quale osannava da una finestra del Campanile che dava sulla Chiesa stessa».

## Opere

### Scritti
- L'arpa a tastiera del prof. Alessandro Antoldi. Memoria letta nell'Adunanza del 3 gennaio 1899 della Regia Accademia Virgiliana di Mantova, Mantova, Stab. Tip. G. Mondovi, 1899.
- Piccolo trono dell'anima. Memorie di un professo O. M. Conv., S. Maria degli Angeli, Tip. Industriale, 1914.
- Il graduale di S. Francesco Lettera a mons. Faloci Pulignani, in Miscellanea francescana, 1914, 15, pp. 162-164.
- Introduzione al corso di salmodia gregoriana, S. Maria degli Angeli, Tip. Industriale, 1917.

### Componimenti a stampa
- Sette litanie pastorali a due voci pari con accompagnamento d'organo o di armonio, Assisi, Editrice francescana musicale, 1957.
- Canti per la funzione Francescana "Corda Pia" composti da Maestri Frati Conventuali: Christus versetti di invocazione al Crocifisso a 3 v. d. Musica del P. Antonio Amore (+ 1848); Jesu Christe Crucifixe versetti per l'adorazione della Croce a 4 v. d. Musica del P. Luigi Antonio Sabbatini (1739-1809); In Pace, versetto a 4 v. d. Musica del P. Emilio Norsa (1873-1919), trascrizione e redazione di Alfonso Del Ferraro, Assisi, Editrice francescana musicale, 1961.